# اللجنة الأولمبية العمانية
اللجنة الأولمبية العُمانية (بالإنجليزية: Oman Olympic Committee، واختصار اللجنة الأولمبية الدولية: OMA) هي اللجنة الأولمبية الوطنية التي تمثل سلطنة عُمان في الحركة الأولمبية الدولية.

## وصلات خارجية
الموقع http://ooc.om